# Paranoid (banda)
Paranoid fue un grupo de EBM de Aachen, Renania del Renania del Norte-Westfalia, Alemania, fundada en 1987 por Michael Fromberg (batería, teclados, programación) y Stefan Tesch (voz, programación). 
En 1988, Paranoid tocó su primer concierto en el club Metropol en Aachen. 
Un primer casete demo fue lanzado un año más tarde. 
En 1990, la banda firmó con el sello discográfico alemán KM-Musik. 
Durante 1991 y 1992, grabaron dos álbumes y cuatro singles. 
Se separaron en 1993.

## Discografía

### Álbumes
- 1991: Strain (Animalized: LP / CD / Cass)
- 1992: Sweat Blood & Tears (Machinery Records: CD)

### Sencillos
- 1991: «I Dominate You» (Animalized: 12")
- 1991: «Vicious Circle» (Animalized: CD / 12")
- 1992: «Love And Hate» (Machinery Records: CD / 12")
- 1992: «Desire» (Animalized: CD / 12")

### Recopilatorios
- I Still Dominate You 2011 (Infracted Recordings: CD)

- Datos: Q15993863